# Szczerbaczewka (obwód kurski)
Szczerbaczewka (ros. Щербачевка) – wieś (ros. деревня, trb. dieriewnia) w zachodniej Rosji, w sielsowiecie bolszesołdatskim rejonu bolszesołdatskiego w obwodzie kurskim.

## Geografia
Miejscowość położona jest 7 km od centrum administracyjnego sielsowietu bolszesołdatskiego i całego rejonu (Bolszoje Sołdatskoje), 61,5 km od Kurska.
W granicach miejscowości znajdują się ulice: Zariecznaja, Sadowaja.

## Demografia
W 2010 r. miejscowość zamieszkiwały 103 osoby.